# Tloaneng
Tloaneng est une ville du Botswana.